# فیض‌الله ذکی
فیض‌الله ذکی (زاده ۱۳۳۷ در کابل) سیاستمدار افغانستانی، نماینده مردم جوزجان در دوره پانزدهم پارلمان افغانستان و وزیر کنونی وزارت کار، امور اجتماعی، شهدا و معلولین است. وی در دولت وحدت ملی ابتدا به عنوان وزیر حمل و نقل و هوانوردی تعیین شد اما نتوانست رای اعتماد پارلمان را کسب کند. در ۳۱ حمل/فروردین ۱۳۹۶ به عنوان سرپرست وزارت کار، امور اجتماعی، شهدا و معلولین تعیین شد و در ۱۳ قوس/آذر همین سال توانست رای اعتماد پارلمان را کسب کند.

## زندگی‌نامه
فیض‌الله ذکی متولد شهر کابل و از قوم اوزبیک است. وی دارای مدرک لیسانس در رشته زمین‌شناسی از دانشگاه کابل هست بعدها وارد سیاست و عضو حزب جنبش ملی اسلامی افغانستان به رهبری عبدالرشید دوستم شد. وی سابقه فعالیت در حزب حق و عدالت را در نیز دارد.

### فعالیت‌ها
- سخنگوی جبهه ملی افغانستان.
- رئیس دفتر عبدالرشید دوستم.
- نماینده دوره پانزدهم پارلمان افغانستان.